# Tinchebray
Tinchebray är en kommun i departementet Orne i regionen Normandie i nordvästra Frankrike. Kommunen ligger i kantonen Tinchebray som tillhör arrondissementet Argentan. År 2018 hade Tinchebray 2 590 invånare.

## Befolkningsutveckling
Antalet invånare i kommunen Tinchebray
| Referens: INSEE |